# Zwei oder drei Dinge, die ich von ihr weiß
Zwei oder drei Dinge, die ich von ihr weiß (französisch: Deux ou trois choses que je sais d’elle) ist ein Film des französischen Regisseurs Jean-Luc Godard aus dem Jahr 1967.

## Handlung
Der Film zeigt – vom Abend eines Tages bis zum Abend des darauffolgenden Tages – 24 Stunden im Leben der jungen Juliette Jeanson, die mit ihrem Mann Robert und ihren zwei Kindern in einem Hochhaus eines Pariser Vororts lebt. – Ohne dramatische Höhepunkte gliedert sich der Film in die folgenden wesentlichen Sequenzen: 
Am Abend des ersten Tages: Robert und ein Freund hören von einer Radioanlage eine Darstellung des Vietnamkriegs durch US-Präsident Johnson und geben sie in sehr freier Übersetzung wieder; Juliette sitzt erst noch neben ihnen, kümmert sich dann um den Abwasch. – Der Ablauf des zweiten Tages: Noch zu Hause sprechen Juliette und ihr Sohn Christophe über ihre Träume; Juliette bringt ihre Tochter Solange zu einem älteren Mann, der offenbar als Gegenleistung für Lebensmittel oder andere Dinge tagsüber auf ein paar Kinder der Nachbarschaft aufpasst; sie probiert in einer Boutique modische Kleidungsstücke an; sie trifft in einem Café auf eine Freundin und wird an der Bar von einem elegant wirkenden Mann angesprochen, ob sie immer noch auf seine Hilfe, seinen Schutz verzichten wolle (was damit gemeint ist, offenbart die nächste Sequenz); Juliette geht mit einem jungen Mann ins Zimmer eines Stundenhotels und befragt ihn kurz zur bevorzugten Sexualpraktik; sie holt ihre Freundin Marianne aus einem Friseursalon ab; in Juliettes Auto fahren die beiden Frauen zur Garage, in der Juliettes Mann Robert arbeitet; der Wagen wird gewaschen, blitzblank geputzt, und schon fahren die beiden wieder los; im Zimmer eines luxuriösen Hotels posieren Juliette und Marianne für einen Amerikaner, einen in Saigon stationierten Kriegskorrespondenten, der seinen Gefallen daran findet, die unbekleideten Frauen, nur mit PanAm- und TWA-Taschen über den Kopf gestülpt, vor sich hin- und herlaufen zu lassen; Juliette und Robert treffen wieder an dem Hochhaus ein, in dem sie wohnen, auf den Treppenstufen erwartet sie schon ihr Sohn Christophe. – In einem der letzten Dialoge des Films fragt Juliette: „Und was machen wir nachher?“ – „Schlafen“, antwortet Robert, „was sonst? Was ist mit dir los?“ – „Und danach?“, fragt Juliette. – „Wachen wir wieder auf.“ – „Und danach?“
Gelegentlich wird der Handlungsablauf mit Juliette im Mittelpunkt unterbrochen, und der Film wendet sich anderen Figuren zu und zeigt Ausschnitte aus deren Tagesablauf. Juliette, aber auch andere Figuren, treten manchmal aus ihren Rollen heraus und formulieren ihre Gedanken, den Blick frontal in die Kamera gerichtet. Weitere Unterbrechungen der fiktiven Handlung gibt es immer wieder durch Aufnahmen, in denen die damalige immense Bautätigkeit am Pariser Stadtrand dokumentiert wird. – Schließlich wird die Handlung zudem begleitet von einem auf dem Off gesprochenen Kommentar, in dem soziologische und sogar philosophische Themen behandelt werden.

## Hintergrund
Der Film sowie auch Masculin – Feminin oder: Die Kinder von Marx und Coca-Cola bewiesen Godards Mitte der 1960er Jahre erstarktes soziologisches Interesse.
Die Idee zu Zwei oder drei Dinge, die ich von ihr weiß kam Godard aufgrund einer Zeitungsreportage über Hausfrauen in den Hochhaussiedlungen am Stadtrand von Paris, die durch Prostitution ihr Einkommen aufbessern. Er sagte dazu: „Jeder, der heutzutage in Paris leben will, egal in welcher sozialen Schicht, muss sich in gewisser Weise prostituieren.“
Der Film, dessen Titel sich sowohl auf den Großraum der Stadt Paris als auch auf die Schauspielerin Marina Vlady und die von ihr dargestellte Figur Juliette Jeanson bezieht, stellt einen kritischen Kommentar zur Situation des Gaullistischen Frankreichs in den 1960er Jahren dar. Godard, der das Werk als Essay bezeichnete und selbst als flüsternder Sprecher des Off-Kommentars fungiert, beklagt den Identitätsverlust in der modernen kapitalistischen und industrialisierten Welt. Er kritisiert die Amerikanisierung Frankreichs, den Krieg in Vietnam und den Verfall der Werte in einer konsumfixierten Gesellschaft.
Die Filmhandlung wird in unregelmäßigen Abständen unterbrochen von Schrifttafeln. Es sind dies jeweils abgefilmte Buchcover der damaligen überwiegend soziologischen Themen gewidmeten Gallimard-Reihe «Idées»; die Einstellungen sind so kadriert, dass jeweils nur die Titel – leinwandfüllend: weiß auf farbigem Hintergrund, ohne Autoren- oder Verlagsnamen – lesbar sind. Zwei Beispiele: «dix-huit leçons sur la soçiété industrielle» (der französische Titel von Raymond Arons Die industrielle Gesellschaft. 18 Vorlesungen); «le grand espoir du XXe siècle» (der französische Titel von Jean Fourastiés Die große Hoffnung des 20 Jahrhunderts). 
Godard sagte: „Ich schaue mir zu beim Filmen, und man hört mich denken. Man kann alles in einem Film unterbringen. Man muss alles in einem Film unterbringen. Wenn man mich fragt, weshalb ich sprechen lasse von Vietnam, von Jacques Anquetil, von einer Frau, die ihren Mann betrügt, verweise ich den, der mich fragt, auf seine alltägliche Umgebung. Da gibt es das alles. Und alles existiert da nebeneinander.“
Der Film wurde 1966 innerhalb eines Monats – vom 8. August bis zum 8. September 1966 – ausschließlich an Originalschauplätzen gedreht. Der Hochhaus-Neubau, in dem Juliette und Robert Jeanson wohnen, befindet sich in La Courneuve. – Teilweise zeitlich parallel fanden, mit fast identischem technischen Stab, auch die Dreharbeiten zu Made in USA statt. Seine Premiere hatte der Film am 17. März 1967 in Paris.
Nachdem Zwei oder drei Dinge, die ich von ihr weiß ursprünglich von der Freiwilligen Selbstkontrolle der Filmwirtschaft keine Jugendfreigabe erhielt, wurde er 2006 im Rahmen einer Neuprüfung ab 12 Jahren freigegeben.

## Kritiken
Im 2012 durchgeführten Critic's Poll „The Best Films of All Time“ des britischen Magazins Sight & Sound wählte der US-amerikanische Filmkritiker J. Hoberman Zwei oder drei Dinge, die ich von ihr weiß als einen der zehn besten Filme. Richard Roud und die Schriftstellerin Susan Sontag hielten ihn beide für den Höhepunkt von Godards Schaffen. Das New York Magazine meinte, der Film sei visuell fesselnd, während die Time Out New York die Schönheit des Werkes hervorhob. Das Lexikon des internationalen Films schreibt: „Ein zur Diskussion anregender Film, der auch inszenatorisch zu überzeugen versteht.“

## Auszeichnungen
Eine Jury, zu der u. a. Marguerite Duras und Florence Malraux gehörten, zeichnete den Film 1967 mit dem „Prix Marilyn Monroe“ aus.

## Variationen des Titels
Die Hamburger Band Blumfeld veröffentlichte 1994 auf ihrem Album L’etat et moi einen Song namens 2 oder 3 Dinge, die ich von dir weiß.
1996 erschien der Roman Two or Three Things I Know for Sure (deutsch: Zwei oder drei Dinge, die ich sicher weiß) der US-amerikanischen Autorin Dorothy Allison.
2005 drehte der Regisseur Malte Ludin einen Film mit dem Titel 2 oder 3 Dinge, die ich von ihm weiß, in dem er sich mit seinem Vater Hanns Ludin auseinandersetzt.